# Aberdin
Aberdin es un cultivar de higuera de tipo higo común Ficus carica autofértil, unífera es decir con una sola cosecha por temporada los higos de verano-otoño, de higos con epidermis con color de fondo verde claro y sobre color ausente. Se localiza cultivado en jardines particulares y colecciones en Reino Unido y los Estados Unidos.

## Sinonimia
- „sin sinónimo“,[5][6]

## Historia
Esta variedad de higuera fue descrita por Risso (1826) como Ficus carica aberdina.

## Características
La higuera 'Aberdin' es un árbol de tamaño grande, con un porte esparcido, vigoroso, fértil en la cosecha de higos. Es una variedad unífera de tipo higo común, de producción abundante de higos dulces.
Los higos son de tipo pequeño a mediano de unos 20 gramos, de forma esferoidal, costillas marcadas; pedúnculo corto de color verde; su epidermis delgada es de textura suave, con color de fondo verde claro y sobre color ausente. La carne (mesocarpio) de tamaño medio en grosor y de color blanco; ostiolo de tamaño mediano produce una gota de resina dulce que lo tapona; cavidad interna pequeña con aquenios pequeños y numerosos; pulpa jugosa de color rojo.

## El cultivo de la higuera
Los higos 'Aberdin' son aptos para la siembra con protección en USDA Hardiness Zones 7 a más cálida, su USDA Hardiness Zones óptima es de la 8 a la 10. El fruto de este cultivar es de tamaño mediano, jugoso y dulce.
Se localiza cultivado en jardines particulares y colecciones en Reino Unido y los Estados Unidos.